# Aalborg Tennisklub
Aalborg Tennisklub er Nordjyllands største tennisklub med sine mere end 620 medlemmer (2021). Klubben har en lang historie med sin grundlæggelse i Aalborg i maj 1893 ved første klubformand, Kaptajn Krebs. Klubben råder over i alt 11 udendørsbaner, hvoraf 2 baner er åbne hele året, samt en hal med 1 indendørsbane. Derudover samarbejder klubben med Nørresundby Tennisklub om yderligere 2 indendørsbaner til holdkampe i vinterhalvåret.